# Peter Kunter
Peter Kunter (ur. 28 kwietnia 1941 w Berlinie, zm. 18 marca 2024) – niemiecki piłkarz, występujący na pozycji bramkarza.

## Kariera klubowa
Kunter jako zawodnik amatorskiego klubu Eintracht Wetzlar został powołany w 1958 do bramki ówczesnej młodzieżowej drużyny narodowej, w której rozegrał w sumie dziewięć meczów. Od 1961 występował we Freiburger FC, grającym na poziomie Regionalliga Süd. Przez 4 sezony zagrał łącznie w 36 spotkaniach na poziomie tej ligi.
W 1965 dołączył do Eintrachtu Frankfurt. Wraz z zespołem zdobył dwukrotnie Puchar Niemiec w sezonach 1973/74 i 1974/75.
Przez ponad 11 lat gry w Orłach, 234 razy pojawiał się na boisku w składzie Eintrachtu. Z uwagi na stosunkowo niski wzrost (1,73 m), Kunter nie był w stanie podjąć walki ze swoimi rywalami w reprezentacji (Sepp Maier, Norbert Nigbur, Wolfgang Kleff, Bernd Franke) i nigdy nie zagrał w seniorskiej reprezentacji.
| Sezon   | Klub                | Kraj | Rozgrywki        | Mecze | Bramki |
| ------- | ------------------- | ---- | ---------------- | ----- | ------ |
| 1961/62 | Freiburger FC       | RFN  | Regionalliga Süd |       |        |
| 1962/63 | Freiburger FC       | RFN  | Regionalliga Süd |       |        |
| 1963/64 | Freiburger FC       | RFN  | Regionalliga Süd | 19    | 0      |
| 1964/65 | Freiburger FC       | RFN  | Regionalliga Süd |       |        |
| 1965/66 | Eintracht Frankfurt | RFN  | Bundesliga       | 25    | 0      |
| 1966/67 | Eintracht Frankfurt | RFN  | Bundesliga       | 24    | 0      |
| 1967/68 | Eintracht Frankfurt | RFN  | Bundesliga       | 8     | 0      |
| 1968/69 | Eintracht Frankfurt | RFN  | Bundesliga       | 20    | 0      |
| 1969/70 | Eintracht Frankfurt | RFN  | Bundesliga       | 30    | 0      |
| 1970/71 | Eintracht Frankfurt | RFN  | Bundesliga       | 26    | 0      |
| 1971/72 | Eintracht Frankfurt | RFN  | Bundesliga       | 32    | 0      |
| 1972/73 | Eintracht Frankfurt | RFN  | Bundesliga       | 31    | 0      |
| 1973/74 | Eintracht Frankfurt | RFN  | Bundesliga       | 17    | 0      |
| 1974/75 | Eintracht Frankfurt | RFN  | Bundesliga       | 13    | 0      |
| 1975/76 | Eintracht Frankfurt | RFN  | Bundesliga       | 8     | 0      |

## Sukcesy
Eintracht Frankfurt
- Puchar Niemiec (2): 1973/74, 1974/75